# Kitty-Guys
Kitty-Guys（キティーガイズ）は、日本の演劇パフォーマンスユニット。2007年（平成19年）6月15日に活動を開始。通称KG(ケージー)。ユニットのテーマは「大人の本気遊び」。

## メンバー
個人での仕事もあるため、路上ライブやイベントにメンバー全員が揃うことは稀である。
公式HPに「活動情報」のページがあるが、路上ライブなど細かい出演予定の告知は、メンバー個人のブログで各々発表されることが多い。
- 岩下政之
- 立花拓也
- 加藤学 (俳優)
- 熊倉功

## 来歴
- 2007年
  - 6月15日 - ロックミュージカル『BLEACH』の隊員役として出演していた7人で演劇ユニット「Kitty-Guys」を結成。
  - 7月21日 - インターネットラジオ『吉田メタルの「今夜もスキンヘッド」』が初の活動となる。後に路上ライブ活動、イベント出演、舞台など幅を広げていく。
  - 7月29日 - 路上ライブでKitty-Guysのオリジナル曲、『SUPER GUYS BEAT』を発表。作詞・作曲・振付は音楽アーティストのDacco。
  - 12月12日 - 公式ブログ開設。
- 2008年
  - 5月1日 - 公式HP（PC版、携帯版）開設。同時に公式ブログは熊倉功の個人ブログへと変更。
  - 5月1日 - 初の本公演「MIZUNOピューマー」を公演。
  - 6月15日 - 1周年のバースデイイベントでチャリティーオークションを開催。売上金は同月17日にユニセフに募金。
  - 12月21日 - リーダー・末吉司弥がKitty-Guysでの活動を一時休止すると路上ライブでメンバーより発表。
- 2009年1月7日 - 女性のみの劇団 「劇団†勇壮淑女」とのコラボレーション企画『島へおいでよ』を公演。

## 出演

### 舞台公演
- Kitty-Guys本公演
  - vol.1 『MIZUNOピューマー』シアター・グリーン BOX in BOX THEATER（2008年5月1日〜5日・全8st、イベント1st）
- Kitty-Guys＆劇団†勇壮淑女 コラボレーション企画〜勇壮奇帝〜
  - vol.1 『島へおいでよ』中目黒ウッディーシアター（2009年1月7日〜12日・全10st）

### イベント
- 『合縁奇縁』渋谷 CLUBエイジア（2007年8月24日）（岩下、栗原、末吉、立花）
- J-POPナイト『日本式』J-POP CAFE（2007年8月25日）（岩下、加藤、栗原、末吉、立花）
- J-POPナイト『日本式』J-POP CAFE（2007年11月24日）（岩下、加藤、栗原、立花）
- 『bambino+ in YOKOHAMA』横浜BLITZ。「bambino応援隊」として出演。（2007年12月23、24日）（23日は加藤、栗原、立花、安田。24日は岩下、加藤、栗原、立花、安田）
- 『ほったま』公開ラジオ「バカだなぁ〜♪って言われたい」新宿シアターミラクル（2008年1月12日）（岩下、加藤、栗原、立花、安田）
- J-POPナイト『日本式』渋谷RUIDO K2。（2008年1月13日）（岩下、栗原、末吉、立花）
- J-POPナイト『日本式』渋谷@GAME （2008年5月17日）（岩下、加藤、熊倉、末吉、栗原）
- 『KGバースデイイベント』Pasar NERO（2008年6月15日）（熊倉、栗原、立花）
- 『BARABAN NIGHT！ vol.11』 原宿ASTRO HALL（2008年7月4日）（熊倉、栗原、末吉、立花）
- 『BARABAN NIGHT！ vol.12』 原宿ASTRO HALL（2008年9月15日）（加藤）
- 『沖直実の見えるラジオ的いい男祭〜2008秋〜』新宿ロフトプラスワン（2008年10月18日）（岩下、加藤、立花）
- 『KGパーティー Vol.1 ま－くんとま－坊の戯れ 〜そんな事言っても、みんなもうアレなんでしょ？〜』スペースRAFT（2008年10月26日2st）（岩下、加藤）
- 『BARABAN NIGHT！ vol.13』 原宿ASTRO HALL（2008年11月4日）（岩下、加藤、熊倉、栗原）
- クリスマスイベント☆『KG聖夜の集い2008〜この街にもキ〇ガイサンタがやって来た☆〜』サンモールスタジオ（2008年12月24日2st）（岩下、加藤、熊倉、栗原、立花、安田）
- 『BARABAN NIGHT！ vol.15』 原宿ASTRO HALL（岩下）（2009年1月26日）
- 『KGパーティー Vol.2 もうすぐ節分SP〜マメは撒いても撒かれるな〜』スペースRAFT（2009年2月1日2st）（立花、安田　staff岩下）
- 『KGゴミ拾いin多摩川☆』（2009年3月29日）（岩下、熊倉、栗原）

### 路上ライブ
- 2007年7月29日 vol.1 渋谷（岩下、加藤、栗原、立花）
- 2007年8月4日　vol.2 溝の口（岩下、加藤、栗原、立花）
- 2007年8月11日 vol.3 渋谷（1回目、岩下、加藤、栗原、末吉、立花。2回目、岩下、栗原、末吉、立花）
- 2007年8月19日 vol.4 渋谷（岩下、加藤、末吉、立花）
- 2007年8月26日 vol.5 渋谷（岩下、加藤、末吉、立花）
- 2007年9月30日 vol.6 渋谷（岩下、立花）
- 2007年10月28日 vol.7 渋谷（岩下、加藤、立花）
- 2007年11月4日 vol.8 渋谷（岩下、加藤、立花）
- 2007年11月11日 vol.9 渋谷（岩下、立花）
- 2007年12月9日 vol.10 渋谷（岩下、栗原、末吉、立花）

- 2008年2月10日 vol.11 渋谷（岩下、熊倉、末吉、安田）
- 2008年3月2日 vol.12 渋谷（岩下、加藤、熊倉、栗原、立花、安田）
- 2008年6月15日 vol.13 渋谷（メンバー全員）
- 2008年9月27日 vol.14 渋谷（岩下、加藤、熊倉、栗原、立花）
- 2008年12月21日 vol.15 川崎（岩下、加藤、熊倉、立花）

- 2009年2月15日 vol.16 川崎（岩下、加藤、熊倉、栗原、立花、安田）

### ラジオ
- ネットラジオ『吉田メタルの「今夜もスキンヘッド」』（2007年7月21日）（岩下、加藤、立花）
- 『BQレディオ』第120回ゲスト出演（2007年8月8日）（岩下、加藤、立花）
- 『チャイム！』NACK5 （2008年4月5日）（岩下、栗原、末吉、安田）
- ネットラジオ『Kitty-Guysの一人じゃムリだもん！』メインパーソナリティ（2008年7月〜2009年3月）

### TV
- ネットテレビ『生男』nakano@ddress（2008年8月14日）（岩下、立花）
- ネットテレビ『生男』nakano@ddress（2008年8月21日）（岩下、熊倉、安田）
- ネットテレビ『生男』nakano@ddress（2008年8月28日）（加藤）
- ネットテレビ『生男』nakano@ddress（2008年10月7日）（立花）
- ネットテレビ『生男』nakano@ddress（2008年10月14日）（岩下）